# Puente Mangfall
El puente de Mangfall es un puente de autopista alemán que cruza el valle de Mangfall, al norte de Weyarn, en la Alta Baviera. Es parte de la Bundesautobahn 8 entre Múnich y Rosenheim. El puente original, diseñado por German Bestelmeyer, se inauguró en enero de 1936 siendo uno de los primeros grandes puentes del sistema Reichsautobahn e influyente en su diseño. Destruido al final de la Segunda Guerra Mundial, este puente fue sustituido por una estructura temporal en 1948; el puente actual consiste en un reemplazo construido en 1958-1960 según un diseño de Gerd Lohmer y Ulrich Finsterwalder y un segundo tramo para el tráfico en una dirección que se añadió a finales de la década de 1970 cuando la autopista se amplió a seis carriles.

## Puente original

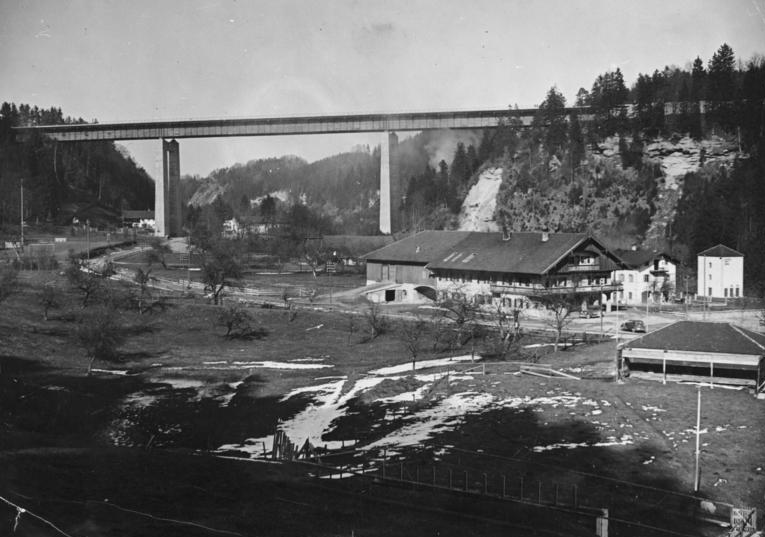
El puente original diseñado por alemán Bestelmeyer, 1936

El puente original fue uno de los primeros grandes puentes construidos para el sistema Reichsautobahn bajo el Tercer Reich, y fue el modelo para muchos de los que siguieron. Era un puente de vigas de acero de 319 metros de largo, 108 metros de ancho y se apoyaba en dos pilones dobles de hormigón armado de 68 metros de altura. Hitler eligió el diseño de German Bestelmeyer; con un solo tablero y sólo dos pilones de soporte masivos, de hormigón en lugar de acero, fue preferido por motivos estéticos, y una maqueta de uno de los pilones dominó la sección del Reichsautobahn en la exposición Gibt mir vier Jahre Zeit (Dame cuatro años) de los logros nazis en 1937. Su construcción fue uno de los temas favoritos de los pintores encargados por Fritz Todt de documentar la Reichsautobahn, así como de los documentalistas, y el puente terminado fue también una de las escenas de la Reichsautobahn representadas en un sello postal en 1936. Fue el puente de acero más exitoso de la Reichsautobahn y sirvió de modelo para varios de los que le siguieron.
La construcción comenzó en marzo de 1934 y fue realizada principalmente por MAN SE de Gustavsburg. La finalización de los dos pilones se celebró el 24 de noviembre. El 6 de enero de 1936, Hitler fue el primero en pasar por el puente. El tramo de autopista se abrió al tráfico el 11 de enero.
En 1945, la Wehrmacht en retirada destruyó el puente con explosivos: el tablero y el pilón occidental fueron completamente destruidos, el pilón oriental quedó muy dañado.

## Puente provisional de 1948
A partir de 1946, el puente fue reconstruido. Sobre los pilones reconstruidos se utilizó un puente provisional de celosía de acero del tipo diseñado por Gottwalt Schaper y utilizado en el Reichsbahn, que transportaba un carril de tráfico en cada dirección, y en 1958 se trasladó a un lado y junto a él, al sur, se erigió un pilar suplementario al lado de cada pilón. Cuando se completó el nuevo lecho de la carretera, se desmontó el puente provisional y se demolieron los pilares suplementarios.

## Puente de 1960

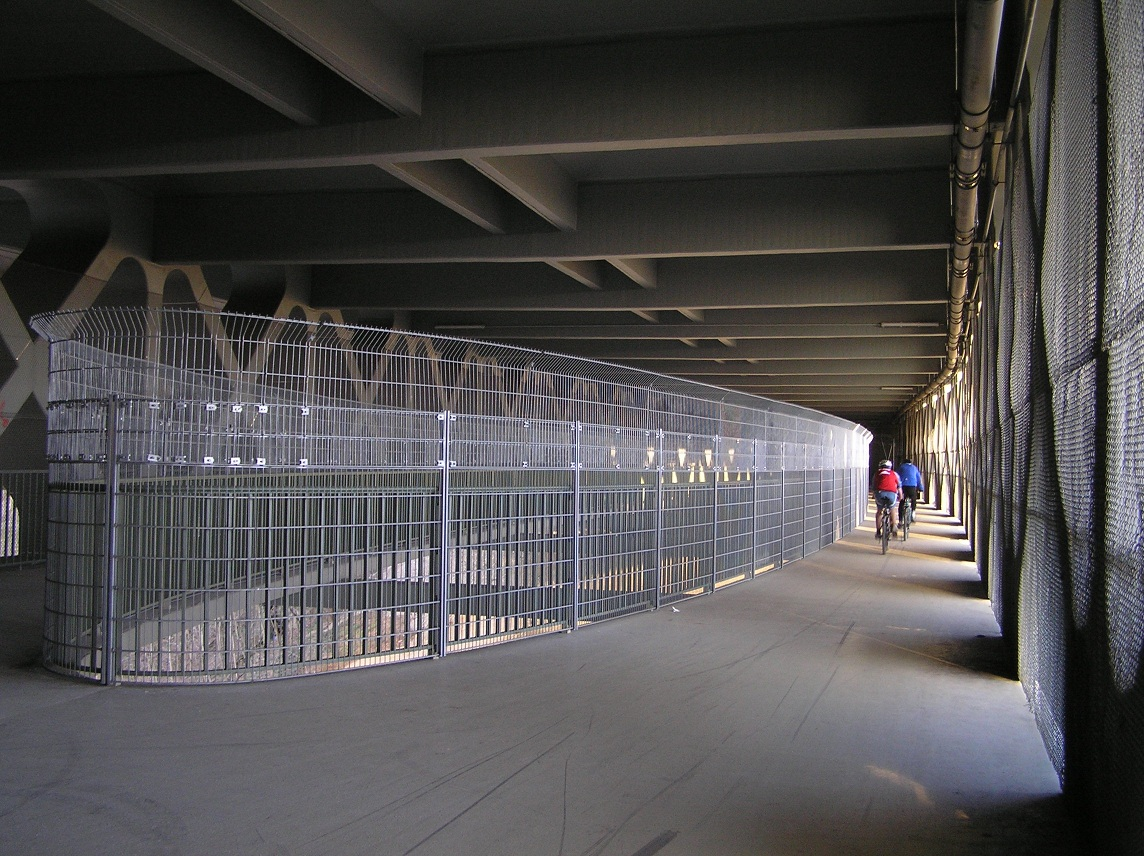
Pedestre y camino de bicicleta en nivel más bajo del puente de 1960

En 1957, Dyckerhoff & Widmann (Dywidag) obtuvo el contrato para construir un puente de reemplazo permanente según un diseño de Gerd Lohmer y Ulrich Finsterwalder. Este puente, de 108 metros de longitud y 63 metros de altura, es un puente de vigas de cuerda paralela de hormigón pretensado con cerchas de 6,6 metros de altura formadas por postes y diagonales cruzadas. Fue el primer uso en Alemania de cerchas de hormigón pretensado. El puente tiene un tablero inferior que contiene un carril para peatones y bicicletas. La anchura de los apoyos es la misma que en 1935; el tablero tiene 23,5 metros (77 pies) de ancho. El puente se construyó en dovelas de 6 metros y el tablero se hormigonó en dos secciones. La construcción tuvo lugar entre 1958 y 1960 y el coste total fue de 7,3 millones de marcos.

## Puente complementario de 1979
Para dar cabida a la ampliación de la autopista de sus cuatro carriles originales a seis, se añadió un puente suplementario al norte para dar cabida a la calzada norte, Salzburgo - Múnich. Este puente fue construido en 1977-79 por la empresa constructora Max Aicher y es un puente hueco de hormigón pretensado que se lanzó gradualmente desde ambos estribos, seguido del hormigonado de las secciones del tablero en voladizo.